# 普賴斯 (亞利桑那州)
普賴斯（英語：Price）是位於美國亞利桑那州皮納爾縣的一個非建制地區。該地的面積和人口皆未知。

## 地理
普賴斯的座標為33°05′44″N 111°13′56″W / 33.09556°N 111.23222°W，而該地的平均海拔高度為482米（即1581英尺）。